# Lies Visschedijk
Elisabeth Suzan Ceciel Marijke Visschedijk, detta Lies (Heel, 14 gennaio 1974), è un'attrice, doppiatrice e conduttrice radiofonica olandese.

## Biografia
Ha avuto una relazione con il mimo Paul van der Laan (del duo teatrale Bambie).
È stata sposata con l'attore Marc van Uchelen dal 2004 al 2013 (anno del suo decesso). Insieme hanno avuto due figli.

## Filmografia

### Cinema
- Madelief, krassen in het tafelblad  - regia di Ineke Houtman (1998)
- Fl. 19,99 - regia di Mart Dominicus (1998)
- Alles is  - regia di Joram Loren (2007)
- Hemel op Aarde - regia di Pieter Kuijpers (2013)
- Jack bestelt een broertje - regia di Anne de Clercq (2015)
- Schitterend - regia di Maurice Trouwborst (2024)

### Televisione
- De middeleeuwen - miniserie TV (2001)
- De Prins en het Meisje - miniserie TV (2007)
- Keyzer & De Boer Advocaten - serie TV (2008)
- Toren C - serie TV (2009)
- Nemesi - serie TV (2024)

## Doppiaggio

### Film d'animazione
- Jimmy Neutron in Jimmy Neutron - Ragazzo prodigio

### Serie televisive d'animazione
- Jimmy Neutron in Le avventure di Jimmy Neutron
- Madre di Olivia in Olivia
- Rouge the Bat, Lindsay Thorndyke e Bokkun in Sonic X

## Riconoscimenti
- Nederlands Film Festival: miglior attrice non protagonista in Hemel op Aarde (2014)